# Svärdslukning

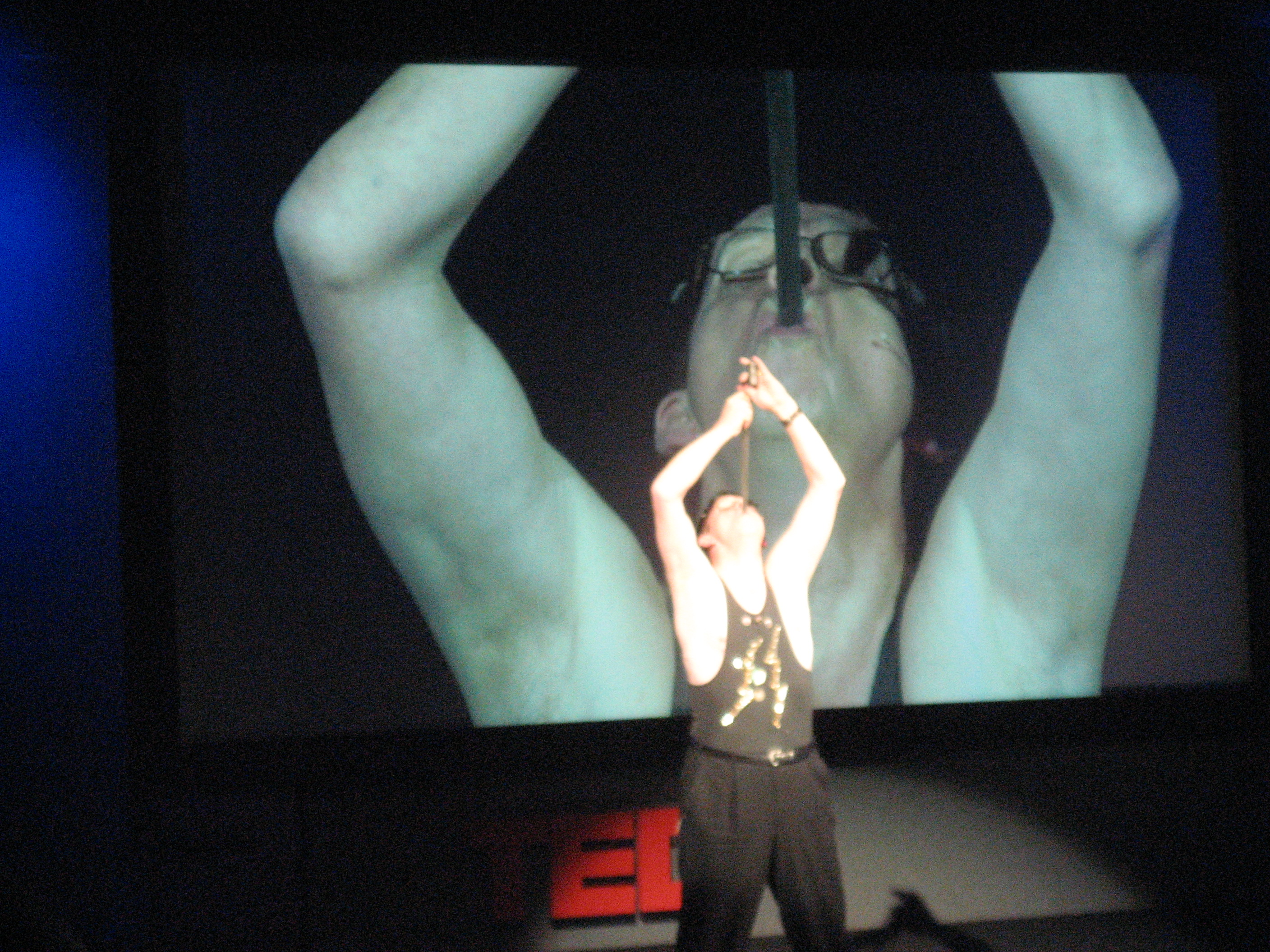
Hans Rosling utför svärdslukning i samband med en föreläsning.

Svärdslukning är färdigheten att sticka ner svärd eller andra avlånga föremål genom svalget ner i matstrupen.
Det är en farlig sysselsättning med hög skaderisk.